# Groupe de tombes anciennes du temple Xia
Le groupe de tombes anciennes du temple Xia (chinois : 下寺古墓群 ; pinyin : xià sì gǔ mùqún) est un groupe de tombes découvert en 1978, sur le site du réservoir de Danjiangkou (zh), xian de Xichuan, ville-préfecture de Nanyang, dans la province du Henan, en République populaire de Chine.
C'est un site datant de la Période des Printemps et des Automnes. On y a notamment trouvé le Jin de bronze du nuage rare (云纹铜禁), un objet en bronze de type Jin (禁) datant de cette période.